# Riu Selawik
El riu Selawik és un riu de 230 quilòmetres de longitud que es troba al nord-oest de l'estat d'Alaska, als Estats Units. Neix a les muntanyes Purcell, prop dels Zane Hills, i flueix generalment cap a l'oest a través del Refugi Nacional de Vida Silvestre de Selawik fins al llac Selawik, que desemboca al Kotzebue Sound i el mar dels Txuktxis. El riu es troba aproximadament a la latitud del cercle polar àrtic.
El poble de Selawik es troba al costat del riu a prop de la seva desembocadura. El riu s'utilitza per a la pesca de subsistència dels residents i per fer ràfting i pesca esportiva per part dels turistes.